# Einer gegen Sieben
Einer gegen Sieben (Originaltitel Duello nella Sila) ist ein italienischer Spielfilm des Regisseurs Umberto Lenzi mit Stilelementen des Westerns aus dem Jahr 1962. Das Drehbuch stammt von Ugo Guerra und Luciano Martino. Die Hauptrollen spielen Fernando Lamas, Liana Orfei und Armand Mestral. In der Bundesrepublik Deutschland kam der Streifen das erste Mal am 24. Juli 1964 in die Kinos.

## Handlung
Der Film spielt in der italienischen Region Kalabrien Mitte des 19. Jahrhunderts. Der Gangster Rocco Gravina und seine Bande überfallen eine Postkutsche, rauben sie aus und töten die Reisenden. Unter den Opfern ist auch Dina Franco, die auf dem Weg zu ihrem Bruder Antonio war. Der schwört blutige Rache. In einem abgelegenen Gehöft lernt er Maruzza kennen und verliebt sich in sie. Mit ihrer Hilfe schafft er es, in das Lager der Verbrecher zu gelangen. Nachdem er Roccos Vertrauen gewonnen hat, wird er in die Bande aufgenommen.
Im Lager weilt zurzeit auch die Engländerin Parker, die über den berühmten Räuberhauptmann berichten will. Auf Antonios Drängen verrät sie ihm die Namen der Bandenmitglieder. Ihre Unvorsichtigkeit muss Miss Parker allerdings mit dem Leben bezahlen.
Rocco kennt nun Antonios wahre Identität. Der hat es jetzt – völlig auf sich allein gestellt – mit Rocco und seinen sechs Spießgesellen zu tun. Nach und nach behauptet er sich erfolgreich gegen alle sieben. Nachdem die Bande erledigt ist, will Antonio mit Maruzza ein neues Leben beginnen.

## Kritik
„Nach dem Motto «Blut um Blut» wird in dem linkischen Machwerk eifrig getötet, geprügelt und gebrandschatzt.“

## Quelle
- Programm zum Film: Illustrierte Film-Bühne Vereinigte Verlagsgesellschaften Franke & Co. KG, München, Nr. 6864